# Nickolas Butler
Nickolas Butler (n. 2 octombrie 1979, Allentown, Pennsylvania, SUA) este un scriitor american.

## Biografie
Nickolas Butler a crescut în Eau Claire, Wisconsin și a studiat la Universitatea din Wisconsin-Madison. El a frecventat Writer’s Workshop de la Universitatea din Iowa. 
Povestirile sale au apărut în reviste ca Ploughshares, The Kenyon Review Online, The Lumberyard, The Christian Science Monitor, Narativ, Sixth Finch. În 2013 a apărut primul său roman. 
Butler a primit diverse burse și premii la nivel regional, premiul literar fundații. 
Butler este căsătorit, are doi copii și locuiește la țară, în Wisconsin.

## Lucrări (selecție)
- Shotgun Lovesongs. New York: Thomas Dunne Books, 2013
- Beneath the Bonfire. New York: Thomas Dunne Books, 2015
- The Hearts of Men. New York: Harper, 2017